# 가미차타니 다이가
가미차타니 다이가(일본어: 上茶谷 大河, 1996년 8월 31일 ~ )는 일본의 프로 야구 선수이며, 현재 센트럴 리그인 요코하마 DeNA 베이스타스의 소속 선수(투수)이다. 교토부 교토시 기타구 출신이며 팀 에이스 넘버인 27번을 착용하고 있다.

## 상세 정보

### 출신 학교
- 교토가쿠엔 고등학교
- 도요 대학

### 선수 경력
- 요코하마 DeNA 베이스타스(2019년 ~ )

### 개인 기록

#### 투수 기록
- 첫 등판·첫 선발 등판 : 2019년 4월 2일, 대 도쿄 야쿠르트 스왈로스 1차전(메이지 진구 야구장), 7이닝 1실점으로 승패 없음
- 첫 탈삼진 : 상동, 1회말에 아라키 다카히로로부터 헛스윙 삼진
- 첫 승리·첫 선발 승리 : 2019년 5월 18일, 대 도쿄 야쿠르트 스왈로스 8차전(메이지 진구 야구장), 5와 2/3이닝 3실점 3탈삼진
- 첫 완투 승리·첫 완봉 승리 : 2019년 6월 1일, 대 도쿄 야쿠르트 스왈로스 11차전(요코하마 스타디움), 9이닝 4피안타 무실점 6탈삼진[3]

#### 타격 기록
- 첫 타석 : 2019년 4월 2일, 대 도쿄 야쿠르트 스왈로스 1차전(메이지 진구 야구장), 3회초에 하라 주리로부터 2루 땅볼
- 첫 안타 : 2019년 5월 18일, 대 도쿄 야쿠르트 스왈로스 8차전(메이지 진구 야구장), 4회초에 이시카와 마사노리로부터 중전 안타
- 첫 타점 : 2019년 6월 1일, 대 도쿄 야쿠르트 스왈로스 11차전(요코하마 스타디움), 2회말에 시미즈 노보루로부터 중전 적시타[4]

#### 그 외의 기록
- 한 이닝 4탈삼진 : 2019년 7월 2일, 대 한신 타이거스 13차전(요코하마 스타디움), 5회초에 다카야마 슌, 기나미 세이야, 지카모토 고지(낫아웃), 이토하라 겐토로부터 ※역대 24번째

### 등번호
- 27(2019년 ~ )

### 연도별 투수 성적
| 연 도      | 소 속      | 등 판 | 선 발 | 완 투 | 완 봉 | 무 4 구 | 승 리 | 패 전 | 세 이 브 | 홀 드 | 승 률 | 타 자 | 이 닝 | 피 안 타 | 피 홈 런 | 볼 넷 | 고 4 | 몸 맞 | 탈 삼 진 | 폭 투 | 보 크 | 실 점 | 자 책 점 | 평 자 책 | W H I P |
| ---------- | ---------- | ----- | ----- | ----- | ----- | ------- | ----- | ----- | -------- | ----- | ----- | ----- | ----- | -------- | -------- | ----- | ---- | ----- | -------- | ----- | ----- | ----- | -------- | -------- | ------- |
| 2019년     | DeNA       | 25    | 24    | 1     | 1     | 0       | 7     | 6     | 0        | 0     | .538  | 584   | 134.0 | 136      | 14       | 51    | 6    | 3     | 102      | 3     | 1     | 68    | 59       | 3.96     | 1.40    |
| 2020년     | DeNA       | 11    | 11    | 1     | 1     | 0       | 2     | 3     | 0        | 0     | .400  | 247   | 59.0  | 57       | 8        | 20    | 2    | 2     | 50       | 4     | 0     | 29    | 27       | 4.12     | 1.31    |
| 2021년     | DeNA       | 8     | 7     | 0     | 0     | 0       | 1     | 3     | 0        | 0     | .250  | 155   | 34.0  | 37       | 5        | 17    | 1    | 1     | 26       | 1     | 0     | 27    | 27       | 7.15     | 1.59    |
| 2022년     | DeNA       | 13    | 12    | 1     | 1     | 1       | 3     | 6     | 0        | 0     | .333  | 278   | 66.2  | 65       | 8        | 17    | 3    | 2     | 49       | 0     | 1     | 40    | 35       | 4.73     | 1.23    |
| 통산 : 4년 | 통산 : 4년 | 57    | 54    | 3     | 3     | 1       | 13    | 18    | 0        | 0     | .419  | 1264  | 293.2 | 295      | 35       | 105   | 12   | 8     | 227      | 8     | 2     | 164   | 148      | 4.54     | 1.36    |

- 2022년 시즌 종료 기준
- 굵은 글씨는 시즌 최고 성적

### 연도별 수비 성적
| 연도 | 소속 | 투수  | 투수  | 투수  | 투수  | 투수  | 투수     |
| 연도 | 소속 | 경 기 | 척 살 | 보 살 | 실 책 | 병 살 | 수 비 율 |
| ---- | ---- | ----- | ----- | ----- | ----- | ----- | -------- |
| 2019 | DeNA | 25    | 8     | 19    | 2     | 3     | .931     |
| 2020 | DeNA | 11    | 8     | 11    | 0     | 1     | 1.000    |
| 2021 | DeNA | 8     | 1     | 7     | 0     | 2     | 1.000    |
| 2022 | DeNA | 13    | 7     | 18    | 0     | 1     | 1.000    |
| 통산 | 통산 | 57    | 24    | 55    | 2     | 7     | .975     |

- 2022년 시즌 종료 기준